# Parapet (serial animowany)
Parapet – cykl krótkich (trwających około 1–2 minut) filmików animowanych stworzony przez Bartosza Kędzierskiego. Serial emitowany był w TVP 1 w programie kulturalnym pod tym samym tytułem od 15 października 2004 roku do 21 kwietnia 2006 roku. Około roku 2007 kilka odcinków pojawiło się w programie „TRENDowaci”. Serial opowiada o życiu dwóch roślin doniczkowych – draceny Lucka i kaktusa Bazylego oraz Pisklaka zwanego też Wujasem – dekadenckiego ptaka, lubiącego papierosy i piwo puszkowe.
Swoją premierę „Parapet” miał podczas Festiwalu Polskich Filmów Fabularnych w Gdyni w 2004 roku, gdzie był odtwarzany przed pokazami filmów.
Serial był wydawany na płytach DVD przez firmę Galapagos Films.

## Obsada głosowa
- Bartosz Kędzierski – Lucek
- Wojciech Ziemiański – Bazyli
- Tadeusz Szymków – Pisklak

## Opisy odcinków (numeracja według kolejności emisji)
odc. 1 Cud narodzin (emisja 15 października 2004 r.)
Lucek i Bazyli stają się świadkami „cudu narodzin” Pisklaka. Pierwsze słowa ptaszka bardzo ich zaskoczą.
odc. 2 Tożsamość (emisja 22 października 2004 r.)
Lucek i Bazyli zastanawiają się, czym jest tożsamość.
odc. 3 (emisja 29 października 2004 r.)
brak opisu
odc. 4 Lalunia (emisja 5 listopada 2004 r.)
Lucek i Bazyli nawołują tytułową „lalunię”, którą okazuje się być śmieciarka.
odc. 5 We – ro – ni – ka (emisja 19 listopada 2004 r.)
Z okna dobiega nawoływanie niejakiej Weroniki, które burzy spokój Lucka i Bazylego.
odc. 6 Samotność (emisja 26 listopada 2004 r.)
Bazyli zastanawia się, czy jest samotny.
odc. 7 Być trendi (emisja 3 grudnia 2004 r.)
Niemy odcinek o potrzebie bycia „trendy”.
odc. 8 Historia kina 1 (emisja 10 grudnia 2004 r.)
Parodia filmu „Kawa i papierosy”.
odc. 9 Kuzynka (emisja 17 grudnia 2004 r.)
Lucek rozprawia o swojej kuzynce rosiczce, która potrafi łapać owady.
odc. 10 Niedziela (emisja 7 stycznia 2005 r.)
Lucek i Bazyli zabijają niedzielną nudę liczeniem chlorofitów, przeszkadzając tym samym czytającemu pisemko „Playduck” Pisklakowi.
odc. 11 Sztuka (emisja 14 stycznia 2005 r.)
Bazyli pyta Lucka, czym jest sztuka.
odc. 12 Inny wymiar (emisja 21 stycznia 2005 r.)
brak opisu
odc. 13 Być rośliną (emisja 28 stycznia 2005 r.)
Lucek po lekturze książki „Atlas roślin” wyjaśnia Bazylemu, dlaczego ten nie powinien jeść swoich ulubionych kabanosów.
odc. 14 Paleozoik (emisja 4 lutego 2005 r.)
Lucek i Bazyli przy pomocy „wehikułu czasu” przenoszą się do ulubionej epoki Lucka – paleozoiku.
odc. 15 Survival (emisja 11 lutego 2005 r.)
Lucek i Bazyli biorą udział w zajęciach survivalu prowadzonych przez Pisklaka.
odc. 16 Fura sąsiada (emisja 18 lutego 2005 r.)
Lucek i Bazyli zabijają nudę, zrzucając cegłę na stojący na dole samochód.
odc. 17 Wywiad (emisja 25 lutego 2005 r.)
Bazyli pyta Lucka, co to jest wywiad.
odc. 18 4 in 1 (Four in one) (emisja 4 marca 2005 r.)
Parodia telesklepów.
odc. 19 Stan nieważkości (emisja 25 marca 2005 r.)
Bazyli marzy o stanie nieważkości.
odc. 20 Nowa ramówka (emisja 15 kwietnia 2005 r.)
Pisklak ogląda telewizję w swoim gniazdku. Nowa ramówka nie przypada mu do gustu.
odc. 21 Historia kina 2 (emisja 22 kwietnia 2005 r.)
Parodia filmów wojennych.
odc. 22 Trafiony – zatopiony (emisja 29 kwietnia 2005 r.)
Lucek i Pisklak grają w statki.
odc. 23 Pisklak sukcesu (emisja 6 maja 2005 r.)
Bazyli i Lucek rozważają pojęcie sukcesu.
odc. 24 Zima (emisja 13 maja 2005 r.)
Bohaterowie zmagają się z mroźną zimą.
odc. 25 Siła woli (emisja 20 maja 2005 r.)
Bazyli i Lucek podziwiają siłę woli Pisklaka. W rzeczywistości ten zamarzł na kość i dlatego się nie porusza.
odc. 26 Wujas Consulting (emisja 27 maja 2005 r.)
Pisklak zakłada linię telefoniczną udzielającą wsparcia osobom z problemami. Pierwszym jej użytkownikiem staje się Bazyli.
odc. 27 Zasoby światowe (emisja 3 czerwca 2005 r.)
Lucek i Bazyli zachwycają się Internetem, dającym dostęp do zasobów światowych.
odc. 28 Historia kina 3 (emisja 10 czerwca 2005 r.)
brak opisu
odc. 29 Chwast (emisja 17 czerwca 2005 r.)
Lucek z przerażeniem odkrywa, że w jego doniczce wyrósł chwast. Wezwany na pomoc Pisklak stwierdza, że trzeba ją spalić. Później okazuje się, że była to sadzonka konopi indyjskich.
odc. 30 Strong Flowers (emisja 24 czerwca 2005 r.)
Parodia turniejów Strong Man.
odc. 31 Powiedz „a” (emisja 1 lipca 2005 r.)
Bazyli prosi Lucka, by ten powiedział „a”. Wykorzystuje to do niezbyt miłego dowcipu.
odc. 32 Newton (emisja 8 lipca 2005 r.)
brak opisu
odc. 33 Historia kina 4 (emisja 15 lipca 2005 r.)
brak opisu
odc. 34 Piknik (emisja 22 lipca 2005 r.)
Lucek i Bazyli urządzają piknik na parapecie.
odc. 35 (emisja 29 lipca 2005 r.)
brak opisu
odc. 36 Przejście (emisja 5 sierpnia 2005 r.)
brak opisu
odc. 37 NASA (emisja 12 sierpnia 2005 r.)
brak opisu
odc. 38 Historia kina 6 (emisja 19 sierpnia 2005 r.)
brak opisu
odc. 39 Odwrót (emisja 26 sierpnia 2005 r.)
brak opisu
odc. 40 Po drugiej stronie (emisja 2 września 2005 r.)
Bazyli wraz z Luckiem postanawiają sprawdzić, co znajduje się po drugiej stronie okna.
odc. 41 Nocne igraszki (emisja 9 września 2005 r.)
brak opisu
odc. 42 Polisa (emisja 16 września 2005 r.)
Pisklak – jako agent ubezpieczeniowy – proponuje Luckowi i Bazylemu wykupienie polisy.
odc. 43 (emisja 23 września 2005 r.)
brak opisu
odc. 44 Historia kina 7 (emisja 30 września 2005 r.)
brak opisu
odc. 45 Kino domowe (emisja 7 października 2005 r.)
Lucek i Bazyli z pomocą Pisklaka instalują zestaw kina domowego
odc. 46 Trening autogenny (emisja 14 października 2005 r.)
Bazyli i Lucek postanawiają spróbować treningu autogennego.
odc. 47 Inwestycja (emisja 21 października 2005 r.)
brak opisu
odc. 48 Choinka (emisja 28 października 2005 r.)
Lucek i Bazyli ubierają choinkę.
odc. 49 Urodziny Wujasa (emisja 4 listopada 2005 r.)
Pisklak obchodzi swoje urodziny. Od Lucka i Bazylego otrzymuje co najmniej niecodzienne prezenty.
odc. 50 Sposób na zimno (emisja 11 listopada 2005 r.)
Lucek i Bazyli walczą z zimowym chłodem.
odc. 51 Zadania dla odważnych (emisja 18 listopada 2005 r.)
brak opisu
odc. 52 (emisja 25 listopada 2005 r.)
brak opisu
odc. 53 (emisja 2 grudnia 2005 r.)
brak opisu
odc. 54 Wujas dżin (emisja 9 grudnia 2005 r.)
Pisklak objawia się Luckowi i Bazylemu jaki dżin z butelki.
odc. 55 Neurochirurgia (emisja 16 grudnia 2005 r.)
Lucek podczas snu Bazylego sprawdza, jak wygląda jego mózg. Okazuje się, że ten jest całkiem gładki i niestety wyślizguje się Luckowi z rąk i spada na dół.
odc. 56 Szachy (emisja 23 grudnia 2005 r.)
Lucek i Bazyli rozgrywają partyjkę szachów.
odc. 57 (emisja 30 grudnia 2005 r.)
brak opisu
odc. 58 (emisja 17 lutego 2006 r.)
brak opisu
odc. 59 (emisja 24 lutego 2006 r.)
brak opisu
odc. 60 (emisja 3 marca 2006 r.)
brak opisu
odc. 61 (emisja 10 marca 2006 r.)
brak opisu
odc. 62 (emisja 17 marca 2006 r.)
brak opisu
odc. 63 (emisja 24 marca 2006 r.)
brak opisu
odc. 64 (emisja 31 marca 2006 r.)
brak opisu
odc. 65 (emisja 7 kwietnia 2006 r.)
brak opisu
odc. 66 (emisja 14 kwietnia 2006 r.)
brak opisu
odc. 67 (emisja 21 kwietnia 2006 r.)
brak opisu